# Zgodovina matematike
Zgodovína matemátike je področje, ki se prvenstveno ukvarja z izvorom novih odkritij v matematiki in v manjši meri s standardnimi matematičnimi metodami in zapisi v preteklosti.
Pred razpršitvijo vsesplošnega znanja po svetu, se je ohranilo več zapisanih primerkov razvoja matematike na nekaterih posameznih krajih.
Zahtevnejša družbena organizacija in državna uprava sta vplivali tudi na začetke razvoja znanosti. Dosežki znanosti so bili ustrezni stopnji razvitosti tedanje civilizacije in glede na to primerljivi z današnjimi znanstvenimi dosežki. Značilnosti tedanje znanosti sta preprostost in uporabnost. Zanimalo jih je, kako postopek poteka, razumskih vzrokov za ta postopek pa niso iskali, ampak so jih pripisali delu nadnaravnih sil. Prav tako niso bili sposobni posameznih podatkov povezati v celoto ali celo v pravilo. Znanstveni dosežki so bili plod poskusov, opazovanja in proučevanja.

## Zgodnja matematika
Obstajajo risbe, ki izvirajo iz časa veliko pred pismenimi zapisi z nakazanim znanjem o matematiki in merjenju časa na podlagi navideznih leg zvezd na nočnem nebu. Paleontologi so na primer odkrili okraste skale v jami v Južni Afriki, okrašene z izpraskanimi geometričnimi vzorci, katerih izvor sega 70.000 let v preteklost. Prazgodovinski artefakti, odkriti v Afriki in Franciji izpred 35.000 do 20.000 let, prav tako kažejo zgodnje poskuse merljivosti časa.
Obstajajo dokazi, da so zgodnje računanje uporabljale ženske za ohranjanje zapisov o mesečnih bioloških ciklih: števila 28, 29 ali 30 izrezljana v kosteh ali izprazkana v skale, ki so jim sledile značilne sledi. Tudi zgodnji lovci so pri razločevanju števila čred živali poznali pojem ena, dve in več, kakor tudi predstavo o ničli.
Kost iz Išanga, najdena leta 1960 na področju gornjega toka Nila v severovzhodnem Kongu, je nastala nekako pred 20.000 leti. Ena razlaga pomena kosti je, da predstavlja eno najzgodnejših znanih nazornih prikazov zaporedja praštevil in staroegipčanskega množenja, ter je morda predstavljala šestmesečni Lunin koledar, katere avtor je bila morda ženska.
Ko so razširili pojem števila, so ljudje oblikovali višja števila naprej s seštevanjem. Razvoj obrti in trgovine je vzpodbudil, da je postajal pojem števila jasnejši. Tako je počasi nastalo več številskih sestavov, ki so imeli različne osnove, na primer 5, 10, 20 ali njihove kombinacije.
V preddinastičnem Egiptu v 5. tisočletju pr. n. št. so s slikami predstavljali geometrične prostorske vzorce. Megalitski spomeniki v Angliji in na Škotskem iz 3. tisočletja pr. n. št. naj bi vsebovali geometrične pojme kot so krogi, elipse in pitagorejske trojice.
Najstarejše sledi matematike v stari Indiji segajo v obdobje med 3000 do 2600 pr. n. št. za časa indske civilizacije v Severni Indiji in Pakistanu. Tu so razvili in naredili sistem uteži in mer z desetiškim številskim sestavom, presenetljivo napredno tehnologijo opek, ki je izkoriščala razmerja, tlakovanje cest s popolnimi pravimi koti, mnogo geometričnih oblik in zasnov kot so kvadri, sodi, stožci, valji ter slike istosrediščnih in sekajočih krogov in trikotnikov. Iznašli so priprave za matematično uporabo kot so natančno desetiško ravnilo z majhnimi in točnimi razdelbami, lupinasto napravo, ki je služila kot kompas za merjenje kotov na ravnih površinah ali na obzorju z večkratniki od 40 do 360 stopinj, lupinasto napravo za merjenje odsekov na obzorju in nebu od 8 do 12 in pripravo za merjenje leg zvezd v navigacijske namene. Indske pisave še niso razvozlali, zato zelo malo vemo o pisanih oblikah indske matematike. Arheološka odkritja so vodila nekatere zgodovinarje v prepričanje, da je ta civilizacija uporabljala osmiški številski sestav in je posedovala znanje o razmerju dolžine obsega kroga in njegovega premera ter s tem vrednost za π.
Zapis datumov iz obdobja dinastije Šang (1600 - 1046 pr. n. št.) kot najstarejše pričevanje o matematiki na Kitajskem vsebuje števila vrezljana na želvje oklepe. Števila so podana v desetiškem sestavu, tako da je število 123 zapisano (od zgoraj navzdol) kot znak 1, ki mu sledi znak za 100, nato znak za 2, znak za 10 in nazadnje znak za 3. To je bil tedaj najbolj napreden številski sestav, s katerim je bilo moč računati na suanpan, kitajsko različico abaka. Datum iznajdbe suanpana ni točno znan, najstarejši zapisi o njem segajo v leto 190 prek dela Dopolnilni zapiski o umetnosti likov, ki ga je napisal Ksu Jue.

## Stari Bližnji vzhod

### Sumerci
Ker so ljudje morali zaradi vsakoletnih poplav polja na novo meriti in določiti meje, da bi preprečili mejne spore, ali pa ker so morali izdelati načrt za gradnjo svetišča ali palače, se je začela razvijati matematika. Uvedli so posebne pismenke za števila ter v Mezopotamiji razvili šestdesetiški, v Egiptu pa desetiški številski sistem.
Znali so seštevati, odštevati, množiti in deliti ter sestavili celo tablice množenja in deljenja. Ohranili so se celo seznami kvadratov in kubov. Znali so računati z ulomki. Znanje geometrije je obsegalo računanje ploščine in prostornine geometrijskih teles. Poznali so vrednost števila π, ki je znašala 3,1604, s približki končnega verižnega ulomka:
{\displaystyle \pi =[3;6,4,3,1,3,6]=\left\{3,{\frac {19}{6}},{\frac {79}{25}},{\frac {256}{81}},{\frac {335}{106}},{\frac {1261}{399}},{\frac {7901}{2500}}\right\}=3,1604\!\,,}
oziroma:
{\displaystyle \pi =[3;6,4,3]=\left\{3,{\frac {19}{6}},{\frac {79}{25}},{\frac {177}{56}},{\frac {256}{81}}\right\}=3,160493827\ldots \!\,.}
Na celotnem območju Mezopotamije so našli veliko popisanih glinenih tablic. V okviru algebre so razvili računanje enačb prve, druge in tretje stopnje. V svoj mestni številski sestav so vstavili tudi ničlo. Imeli so tudi tabele kvadratov in kubov. Svoj mestni sestav so izumili leta 2000 pr. n. št. in temelji na osnovi 60. Zakaj so izbrali to osnovo, se ne ve natančno, vendar obstaja teorija, da so ga izbrali zato, ker ima to število veliko deliteljev, do sto največ od vseh števil, saj je τ(60) = 12 in množica deliteljev {1, 2, 3, 4, 5, 6, 10, 12, 15, 20, 30, 60}. Ničlo so od začetka nakazovali s praznim mestom, ampak to je bilo dvoumno, zato so ga začeli pisati z dvema poševnima črtama (//). Tako so ničlo pisali šele od leta 300 pr. n. št. Na tablici, ki jo hranijo na Univerzi Yale, je podan izračun kvadratnega korena iz 2 in od pravega izračuna odstopa samo za 0,000008. Z uporabo tabel so znali odlično reševati kvadratne in kubične enačbe. Pitagorov in Talesov izrek so poznali 1000 let pred starimi Grki. Šestdesetiški sistem so strogo uporabljali v matematiki in astronomiji. Drugod pa zaradi zmešnjave sistemov ne. Uporabljali so tudi osnove 2, 10, 12 in 24. Šestdesetiški sistem uporabljamo še danes (merjenje kotov, časovne enote). Bili so zelo dobri matematiki, ki jo je omogočil mestni številski sestav. V ohranjenih gradivih so le stvarni primeri in ne splošna pravila, čeprav so ta najbrž obstajala. Niso pa dobro razločevali med natančnim in približnim rezultatom.

### Stari Egipt
Matematika je bila pri starih Egipčanih močno povezana z astronomijo in arhitekturo. Matematične, astronomske ter druge eksaktne znanosti so znamenitemu arhitektu Hemiunu v 27. stoletju pr. n. št. omogočile, da je zgradil največjo piramido, Keopsovo grobnico. 100.000 ljudi jo je gradilo dvajset let. Da ne bi trpela njena trdnost, je moral Hemiun natančno preračunati temelje in višino.
Tudi v Egiptu so morali zaradi poplavljevanja reke Nil na novo meriti in določati meje, da bi preprečili mejne spore. Pri Egipčanih so našli veliko popisanih papirusov z matematično vsebino. Na grobnicah in spomenikih pa napisov z matematično vsebino ni. Ni pa bilo veliko matematike, ker ljudje niso znali brati. Znali so samo bolj izobraženi. Največji papirus, ki so ga našli, je bil velik 5,65 m × 33 cm. Na njem je napisanih 54 problemov. Če primerjamo ohranjeno gradivo, so imela mezopotamska ljudstva precej bolj razvito matematiko kot Egipčani.

## Kitajska
Prav tako kot v Mezopotamiji in v Egiptu se je tudi na Kitajskem matematika razvila ob rekah zaradi istih razlogov (poplave). Prve civilizacije v Indiji so se začele pojavljati med 3000 in 1000 let pr. n. št. Prvi viri o matematiki na Kitajskem pa pričajo, da se je matematika razvila med letoma 1000 in 750 pr. n. št. Ti prvi viri naj bi bili astronomski izračuni in lastnosti pravokotnega trikotnika (Pitagorov izrek), ki naj bi jih odkril Ču Pej Suan Čing (Chou Pei Suan Ching). V ta čas sodi tudi Čui-čang suan šu (Chui-chang suan shu), ki je napisal devet poglavij iz matematičnih ved in 246 problemov iz vsakodnevnih opravil v pravokotnem trikotniku. Tako so podobno kot Egipčani in Babilonci odkrili zbirke problemov. Spočetka so približek za π vzeli 3, kasneje 3,1415927. Vendar je na njihovo žalost leta 213 pr. n. št. cesar dal zažgati vse knjige. Kitajci so uporabljali tudi palična števila, zapis s palicami: enice, desetice, prazno mesto pa je pomenilo ničlo. Poznali so tudi negativna števila. Za negativna števila so uporabljali rdeče palčke, za pozitivna pa modre. Poznali so tudi Gaussov postopek za reševanje linearnih enačb. Poznali so tudi ulomke. Števec so imenovali sin, imenovalec pa mati. Znali so računati tudi kvadratne in kubične korene. Izumili so papir in tisk in sicer okoli 8. stoletja našega štetja. 

## Indija
Indijska matematika se je začela s propadom Rimskega imperija. Razvila se je zaradi spodbud praktičnega življenja - menjave, trgovine in stavbarstva. Razvijati se je začela še preden so pred približno 4000 leti čez Himalajo z mnogih visokih planot Srednje Azije vdrla v Indijo arijska plemena. Indijci so se z matematiko začeli ukvarjati dokaj pozno, in to med osemsto indvesto let pred našim štetjem. Začeli so s pravili za gradnjo oltarjev. Edino matematično besedilo iz tistega obdobja je bila knjiga o uporabni matematiki z naslovom Vrvičarji. Ampak znanstveniki tega ne morejo natančno dokazati. Teme, ki so bile v knjigi: Pitagorov izrek, precej pitagorejskih trojic ({3,4,5}; {5,12,13};…), konstrukcija vsote kvadratov, pravokotnik, kvadrat, kvadratura kroga in mnogo drugih stvari. Za π so vzeli približek 3, pozneje pa 3,2022. Za njih je bil Buda prednik Pitagore. Odkrili so tudi številski sestav, ki je najbolj podoben našemu današnjemu, in vsebuje vse tri njegove glavne značilnosti (desetiška osnova, mestni zapis in oznake za vseh deset številk). V geometriji niso bili najbolj uspešni, saj niso dosegli drugih civilizacij istega obdobja. Stari Indijci so uporabljali pozicijski sistem pisanja števil samo za cela števila, ne pa tudi za ulomke; njihovo odkritje ničle je novejše od babilonskega - ni pa izključeno, da je nastalo morda pod njihovim vplivom. Staroindijski matematiki je omogočilo bistven napredek to, da so Indijci že v prvih stoletjih našega štetja razvili posebna znamenja - števke (cifre) - od 0 do 9 svojega desetiškega sestava. Najstarejši ohranjeni zapiski, v katerih so zgodnje oblike indijskih števk, so še na kamnitih stebrih.